# Маркиш, Симон Перецович
Шимо́н (Си́мон) Пе́рецович Ма́ркиш (6 марта 1931, Баку — 5 декабря 2003, Женева) — советский переводчик, филолог, литературовед. Профессор Женевского университета (1974—1996). Основатель научной области транскультурных исследований русско-еврейской литературы.

## Биография
Родился в семье поэта Переца Давидовича Маркиша и Эстер Ефимовны Лазебниковой-Маркиш (1912—2010), литератора и мемуаристки.
Выпускник классического отделения МГУ. Ученик С. И. Соболевского. Учёба на филологическом факультете была прервана ссылкой: отец Маркиша — известный еврейский поэт Перец Маркиш — в августе 1952 года был расстрелян по делу Еврейского антифашистского комитета. В январе 1953 года семья Переца Маркиша была арестована и в феврале этапирована в Казахстан (Кзыл-Орда).
После окончания ссылки и получения диплома работал переводчиком в Государственном издательстве художественной литературы (1956—1962).
В 1970 году переехал к семье жены в Венгрию. После получения приглашения преподавать на отделении славистики Женевского университета проработал там 22 года, вплоть до пенсии (1996). Также вёл преподавательскую деятельность в США, исследовательскую работу в Венгрии (Collegium Budapest, 1999—2000) и Израиле (Институт Жаботинского).
В 1983 году защитил во Франции докторскую диссертацию на тему «Русско-еврейская литература». Автор ряда литературоведческих работ по истории русско-еврейской литературы. В 1990—1993 годах выпускал в Мюнхене «Еврейский журнал».
Был близким другом Иосифа Бродского и Сергея Юрского. Профессор Женевского университета Жорж Нива отмечает, что именно Маркиш, которого сам Бродский называл гениальным, привёл Бродского к античности.
Скоропостижно скончался 5 декабря 2003 года в Женеве. Похоронен в кибуце Эйнат.

## Семья
- Младший брат — Давид Маркиш, писатель, с 1972 года в Израиле.
- Сестра — Ольга Рапай, скульптор-керамист.
- Первая жена — Инна Максимовна Бернштейн, переводчик.
  - Сын — иеромонах Макарий (Маркиш), церковный публицист.
- Четвёртая жена (с 1991 года) — Жужа Хетени[венг.], профессор русской литературы в Будапеште, переводчик (наследник авторских прав Ш. Маркиша).

## Статьи и исследования

### Собрание сочинений
Непрошедшее прошлое. Собрание сочинений Шимона Маркиша, 1-5.; составитель Hetényi Zsuzsa; ELTE-MűMű, Budapest, 2020-
- Том 1. Античность; 2020
- Том 2. Эразм и его время; 2021
- Том 3. Русско-еврейская литература. Часть 1. Три отца-основателя; 2021
- Том 4. Русско-еврейская литература. Часть 2. Читая «Восход»; 2021
- Том 5. Русско-еврейская литература. Часть 3. Примеры и выборы. XX век; 2021

### Книги
- Гомер и его поэмы; Москва, «ГИХЛ» (1962); «Художественная литература» (1971)
- Слава далеких веков. Из Плутарха. Пересказ с древнегреческого; Москва, «Детская литература» (1964)
- Никому не уступлю; Москва, «Детская литература» (1966); на литовском: Niekam Nenusileisiu; Vilnius, «Vaizdo» (1969)
- Знакомство с Эразмом из Роттердама; Москва, «Художественная литература» (1971); на венгерском: Rotterdami Erasmus. Budapest, «Gondolat» (1976); на французском: Erasme et les Juifs [traduit du russe par Mary Fretz]; Paris, «L’Age D’Homme» (1979)
- Le cas Grossman; Paris, «Julliard» / «L’age d’Homme» (1983)
- Василий Семёнович Гроссман: На еврейские темы. Том 2. / Шимон Маркиш: Пример Василия Гроссмана; Библиотека-Алия, Иерусалим, 1985[2]
- Erasmus and the Jews [transl. by A. Olcott, afterword by A. A. Cohen]; The University of Chicago Press (1986)
- Сумерки в полдень; Тель-Авив, «Лим» (1988); С.-Петербург, «Университетская книга» (1999)
- Три примера (Бабель, Эренбург, Гроссман) [на иврите]; Тель-Авив, «Hakibbutz Hameuchad» (1994)
- Бабель и другие. «Персональная творческая мастерская, Михаил Щиголь»; Киев (1996); Иерусалим, «Гешарим» (1997)
- Родной голос. Страницы русско-еврейской литературы конца ХIХ — начала XX в. Книга для чтения; составитель Шимон Маркиш; Киев, «Дух и Литера» (2001)

## Переводы
- Апулей, Апология, Метаморфозы, Флориды. М.: Академия наук СССР. 1956 г. (перевод Апологии и Флориды, редакция перевода Метаморфоз)
- Тит Ливий, Война с Ганнибалом, М. (пересказ)
- Платон «Критий» и «Федон»
- Плутарх «Сравнительные жизнеописания»
- Саллюстий «Заговор Катилины» и «Война с Югуртой»
- Эразм Роттердамский, Разговоры запросто. М., Художественная литература, 1969
- Имре Кертес «Обездоленность». Иерусалимский журнал 2003, 14-15.[3]; 2004, 18.[4]